# Friedhof Sossenheim
Der Friedhof Sossenheim ist der Friedhof des Stadtteils Frankfurt-Sossenheim von Frankfurt am Main.

## Geschichte
Der Friedhof von Frankfurt-Sossenheim mit Adresse Siegener Straße 54 wurde 1890 eröffnet. Er hat eine Größe von 4,5 Hektar und Platz für 1500 Gräber.

## Kriegsgräberfeld
Auf dem Friedhof liegt auf der linken Seite des Hauptganges ein Kriegsgräberfeld. Dort sind überwiegend aus der Sowjetunion stammenden Kriegsgefangene und/oder Zwangsarbeiter bestattet. Das Ehrenmal besteht aus einem großen Sandsteinkreuz, vier in russischer Sprache beschrifteten Einzelgrabsteinen und vier Sammelgräbern mit jeweils 36 quadratischen Sandsteinplatten. Diese tragen (wenn bekannt) Namen, Geburts- und Todesdaten der Opfer.

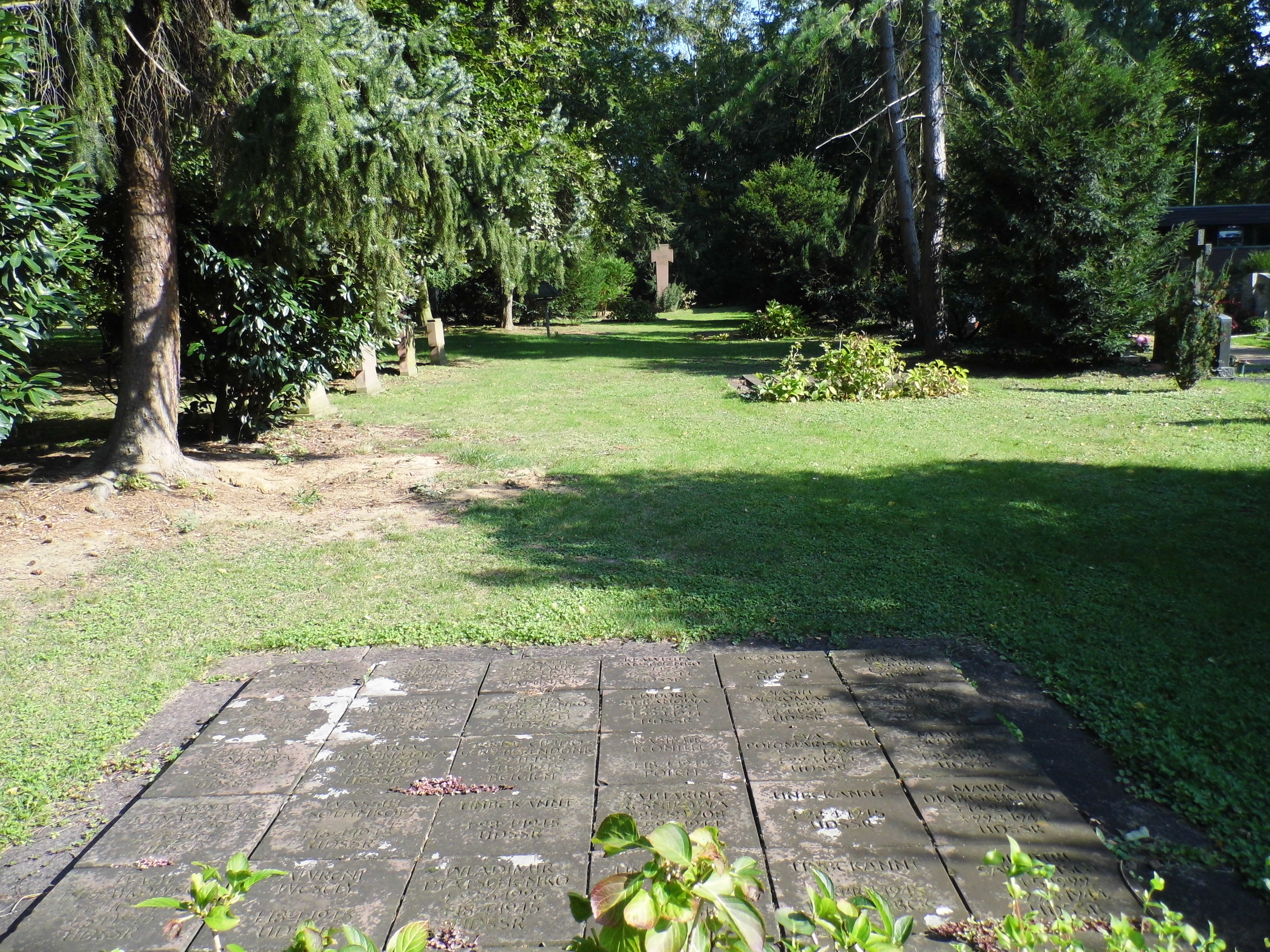
Sammelgräber
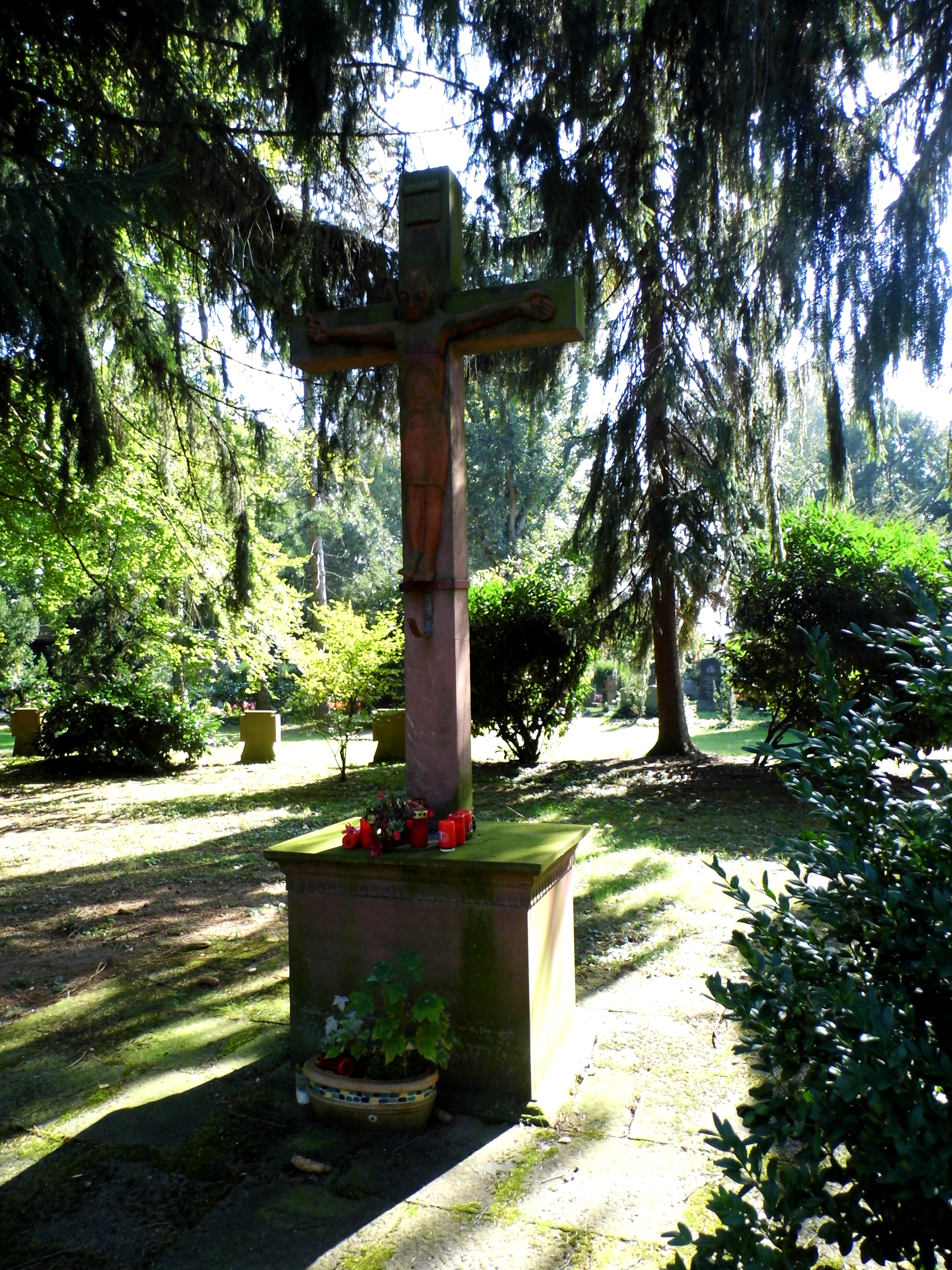
Kreuz
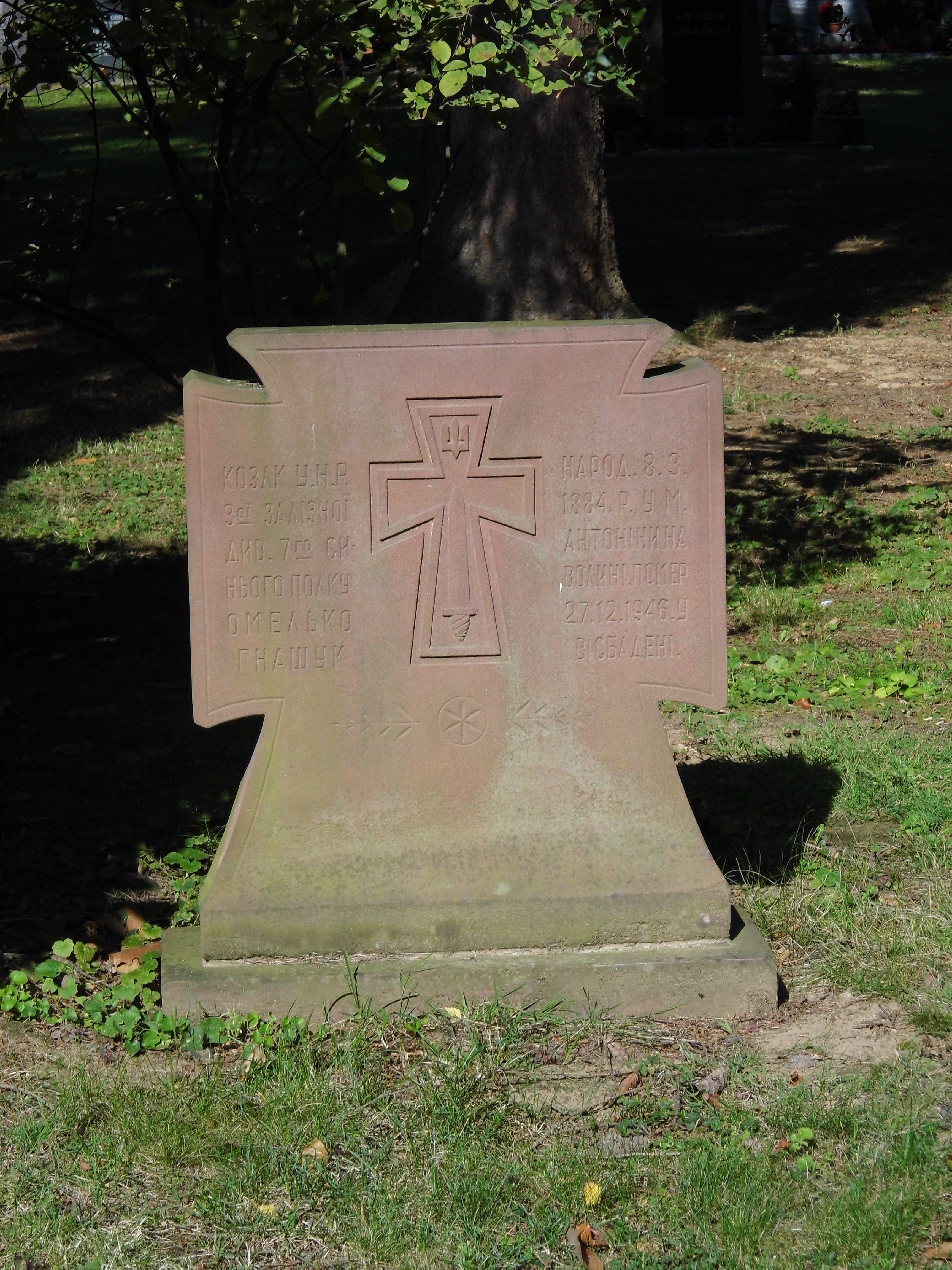
Einzelgrabstein

## Kulturdenkmäler auf dem Friedhof
Der Ergänzungsband von Volker Rödel zur Denkmaltopographie, Die Frankfurter Stadtteilfriedhöfe nennt ein Ehrenmal und sieben Grabmale auf dem Friedhof von Sossenheim, die ebenfalls unter Denkmalschutz stehen.
| Bild                | Bezeichnung         | Lage                            | Beschreibung | Bauzeit | Daten |
| ------------------- | ------------------- | ------------------------------- | --- | ------- | ----- |
| Kruzifix            | Kruzifix            | Friedhof Sossenheim Lage        | Das Kruzifix ist Teil des Ehrenmals für die Toten des Zweiten Weltkriegs. Das Hochkreutz aus rotem Sandstein mit Jesusfigur aus Keramik stammt aus der Zeit um 1950. Es steht auf einem Sockel eines historischen Wegekreuzes aus dem Jahr 1852                                                                                | 1853    |       |
| Familie Bollin      | Familie Bollin      | Friedhof Sossenheim, 19         | Kreustele in vereinfachten neogotischen Formen aus Sandstein | 1908    |       |
| Familie Klees-Dorn  | Familie Klees-Dorn  | Friedhof Sossenheim, 26–27 Lage | Kreuzdenkmal über Eck aus poliertem schwarzen Granit mit Christusfigur als Galvanobronze von Steinmetz J. Neuhäusel | 1910    |       |
| Familie Kinkel      | Familie Kinkel      | Friedhof Sossenheim, 69–70      | Neoklassizistische Bildstele aus gestocktem Granit mit Darstellung des Orpheusmotivs im Bronzerelief. Hier ist Juliane Kinkel (* 17. April 1892 in Sossenheim; † 17. August 1986 ebenda)l deutsche Widerstandskämpferin und Mitglied der Katholischen-Arbeitnehmer-Bewegung (KAB) Katholische Christin im Widerstand begraben. | 1915    |       |
| Familie Baldes-Noss | Familie Baldes-Noss | Friedhof Sossenheim, 109–110    | Schriftstele aus asymmetrisch trapezoidem Umriss aus poliertem schwarzen Granit, akzentuiert durch ein Relief aus Galvanobronze mit Christuskopf | 1916    |       |
| Sammelgrabstätte    | Sammelgrabstätte    | Friedhof Sossenheim Lage        | Sammelgrabstätte für die Pfarrer der Katholischen Kirchengemeinde St. Michael seit 1920. Es besteht aus schlichten Kalksteinkreuzen für die Pfarrer. Kopfseitig befindet sich ein Kruzifix mit modern interpretierter Christusdarstellung als Relief, 1996 Steinmetz Schranz GmbH                                              | 1996    |       |
| Familie Brum        | Familie Brum        | Friedhof Sossenheim, 149–150    | Ädikulastele aus geschliffenem schwarzen Granit, Schrift und Schmuckfriese graviert, der Christuskopf als Bronzerelief in den Giebel eingesetzt | 1922    |       |
| Familie Lotz        | Familie Lotz        | Friedhof Sossenheim, 156–157    | Dreigeteilte Stele aus poliertem roten Granit mit eingelassenem Relief einer Kreuzigungsgruppe aus Galvanobronze | 1927    |       |

## Weitere erwähnenswerte Gräber
| Bild                                    | Bezeichnung  | Lage                                                | Beschreibung | Bauzeit | Daten |
| --------------------------------------- | ------------ | --------------------------------------------------- | --- | ------- | ----- |
| Familie Lotz                            | Familie Lotz | Frl.0007 Einzelerdwahlgrab Jakob Kinkel             | Jakob Kinkel (* 1. Dezember 1833; † 4. November 1905) war 1892–1902 Bürgermeister von Sossenheim. Im Jahr 1959 wurde die Grabstätte als Ehrengrab geführt, 1996 wurde jedoch festgestellt, es handele sich um kein Ehrengrab. Danach wurde es als erhaltenswert eingestuft. 2001-2006 hatte Henriette Kinkel, ab 2019 der Heimat- und Geschichtsverein Sossenheim die Patenschaft über das Grab. | 1905    |       |
| Direkt Bild zu diesem Denkmal hochladen | Familie Lotz | A 0333 Einzelerdwahlgrab Wilhelm Richard Karl Runze | Wilhelm Runze (* 4. Juni 1887; † 6. November 1972) war Künstler | 1972    |       |